# Magnus Lagabøtes Landslov
Magnus Lagabøtes landslov var et lovværk gældende for hele Norge givet af kong Magnus Lagabøte mellem 1274 og 1276. Lovværket var det første, som gjaldt for hele Norge og er et af de første eksempler på omfattende lovgivning fra en central myndighed i Europa (således havde Danmark på samme tid landslove for de enkelte landsdele). Lovværket er grunden til, at kongen fik tilnavnet «Lagabøte», den som forbedrer loven.
Selv om lovværket gjaldt for hele Norge, bestod det formelt af fire forskellige lovbøger, et for hvert af de fire lagting: (Gulating, Frostating, Eidsivating og Borgarting). Indholdet i de fire lovbøger var imidlertid for det meste det samme og byggede i hovedsagen på de tidligere gældende lagtingslove. Der blev i tillæg hertil udarbejdet en egen bylov for byerne.
Udarbejdelsen af en fælles lov styrkede de centrale myndigheder og kongens magt. Dette førte til reaktioner, særlig fra kirken. Ærkebiskop Jon Raude i Nidaros modsatte sig, at kongen også skulle gribe ind på kirkens område og revidere den kirkelige lovgivning. Der opstod en langvarig tovtrækning mellem kongen på den ene side og kirken på den anden. Det endte med et forlig og kompromis kaldet "Sættargjerden" i Tønsberg 1277. Ærkebiskoppen opnåede at sikre kirken et betydeligt skattefradrag og større juridiske privilegier.
Store dele af lovværket var gældende ret i over 400 år. Det blev revideret og oversat til dansk i 1604 og fik navnet Christian 4.s Norske Lov efter Christian 4.. I 1687 blev lovværket ophævet og afløst af Christian 5.s Norske Lov